# Burton C. Bell
Burton Christopher Bell (ur. 19 lutego 1969 w Houston) – amerykański wokalista i autor tekstów. Znany przede wszystkim z występów w zespole Fear Factory. Był także członkiem zespołu Geezera Butlera - G/Z/R. Od 2001 roku współtworzy formację Ascension of the Watchers. Natomiast od 2008 roku występuje w groove metalowej formacji City of Fire.
Bell był żonaty z Amy Abattoir, z którą ma dwie córki i syna.

## Dyskografia
| - G/Z/R – Plastic Planet (1995) - Spineshank – Strictly Diesel (1998, gościnnie) - Kilgore – Search for Reason (1998, gościnnie) - Soulfly – Soulfly (1998, gościnnie) - Static X – The Crow: Salvation (2000, gościnnie) - Ascension of the Watchers – Iconoclast EP (2005) - SOiL – True Self (2006, gościnnie) |  | - Ministry – The Last Sucker (2007, gościnnie) - Ministry – Cover up (2007, gościnnie) - Ascension of the Watchers – Numinosum (2008) - M.A.N – Peacenemy (2008, gościnnie) - City Of Fire – City Of Fire (2009) - Delain – We Are the Others (2012, gościnnie) - City Of Fire – Trial Through Fire (2013) |

## Filmografia
- 666 - At Calling Death (1993, film dokumentalny, reżyseria: Matt Vain)